# Honi soit qui mal y pense

El lema apareix en un dibuix de la lligacama, que envolta l'escut pròpiament dit en les armes del Regne Unit.

"Honi soit qui mal y pense" (en ocasions escrit com "Honi soit quy mal y pense", "Hony soyt que mal y pense", "Hony soyt ke mal y pense", "Hony soyt qui mal pence" i altres formes) és el lema de l'Orde de la Garrotera, anglesa. En francès, la frase correcta és "honni soit qui mal y pense" (la conjugació moderna del verb honnir és honni ). Aquest lema també apareix escrit al final del manuscrit Sir Galvany i el Cavaller verd, encara que és possible que hagi estat agregat posteriorment. La seva traducció literal del francès antic és "que la vergonya caigui sobre aquell que hi pensi malament", tot i que de vegades s'ha reinterpretat com "que el mal caigui sobre aquell que hi pensi malament".

## Història

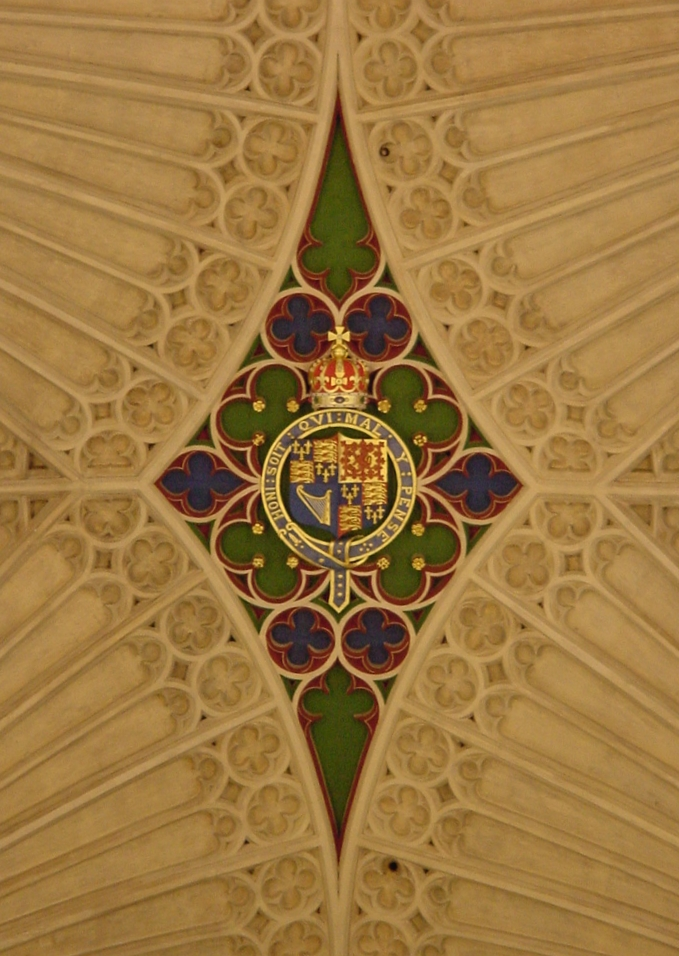
El lema apareix en un altre escut heràldic en el sobrecel de l'abadia de Bath.

Segons la tradició aquesta frase va ser pronunciada pel rei Eduard III d'Anglaterra quan estava ballant amb la Comtessa de Salisbury. La lligacama de la comtessa va lliscar fins al turmell, fet que va causar que els que estaven al seu voltant somriguessin davant la humiliació de la comtessa. En un acte de cavallerositat Eduard es va col·locar la lligacama al voltant de la cama, dient "Honi soit qui mal y pense", i posteriorment la frase es va convertir en el lema de l'Orde, la qual estava inspirada en els cavallers de la taula rodona.

## Traducció
Pot ser interpretada com 'És un atrevit el que malpensa sobre això', o 'S'hauria d'avergonyir, aquell que sospiti una motivació il·lícita'. Actualment és també utilitzada per expressar un sentiment lleugerament irònic sobre certs esdeveniments o frases que semblen estar relacionats, encara que no en forma explícita. Per exemple una història que en la qual el relator 'es posa en guàrdia' en contra d'una interpretació maliciosa, d'un possible doble sentit.
Pot també ser utilitzada per indicar, mitjançant una negativa irònica, la relació existent entre certs fets. Per exemple, si un polític fora a proclamar el benefici per a la nació d'un programa de govern - que aporta inversions quantioses a una regió particular, que resulta ser la regió d'on prové el polític: hom seria un "mal pensat" en creure que existeix alguna altra motivació a part del "benefici nacional".

## Usos en la cultura
La frase també va ser citada pel jutge Goodwill Banner a Roy Hobbs abans del final de "The Natural."
Es pot veure la frase en el capítol LXXXV del Tirant lo Blanc, en què apareix l'origen de l'Ordre de la Garrotera en el context de la ficció de la novel·la, tot i que la frase apareix com a Puni soyt qui mal hi pense!.
Miguel de Unamuno fa servir la locució al final del seu primer assaig en Del sentimiento trágico de la vida.

## Utilització heràldica
El lema de l'orde està imprès en un dibuix de la lliga, que envolta l'escut reial del Regne Unit, mentre que en un pergamí al peu de l'escut es llegeix, Dieu et mon droit. Diversos regiments de l'exèrcit Britànic també fan servir el lema de l'Orde de la Garrotera, inclosos els Guàrdies Granaders, el Reial Regiment de Fusellers, el Regiment Reial del Príncep de Gal·les i els Guardians de la Vida. Els Canadian Grenadier Guards, El Regiment Reial de Canadà, i The Royal Montreal Regiment també l'utilitzen com a lema.